# إينولا جاي

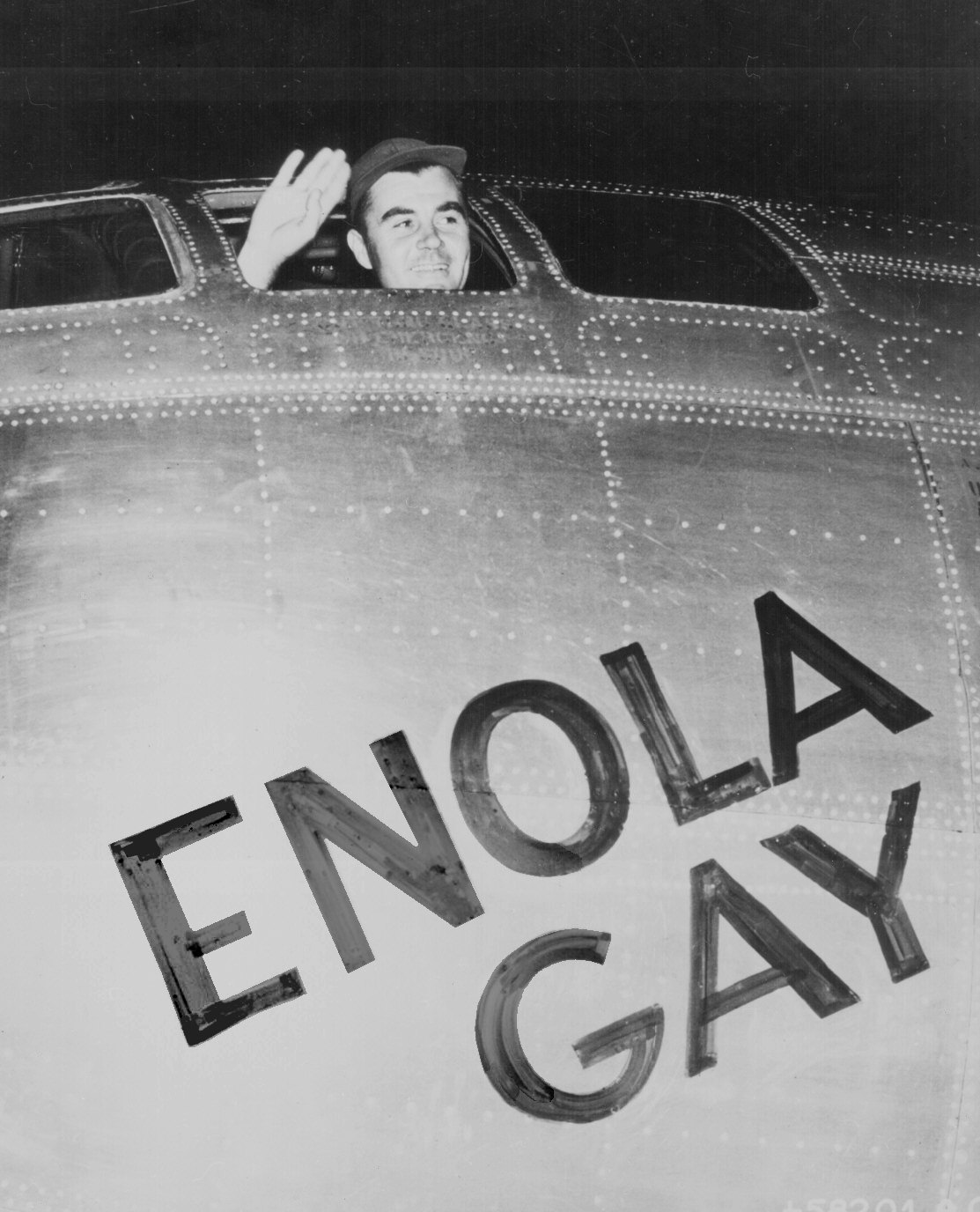
طائرة بوينغ 29 ويحمل اسم والدته "اينولا جاي".

اينولا جاي (بالإنجليزية: Enola Gay)‏ هو اسم قاذفة القنابل بوينغ بي-29 سوبر فورترس التي حملت القنبلة النووية التي قصفت مدينة هيروشيما اليابانية.

## سبب التسمية
اينولا جاي هي والدة الطيار بول تيبيتس وسميت بهذا الاسم نسبة لها وكان بول تيبيتس أفضل طياري القوات الجوية الأمريكية وهو أول طيار يقوم بإلقاء قنبلة نووية في الحرب العالمية الثانية بتاريخ 6 أغسطس 1945 التي راح ضحية انفجارها من 60000-80000 الف ياباني وكانت القنبلة تحتوي على 60 كيلو غرام (130رطل) من مادة اليورانيوم

## وصلات خارجية
- History of Enola Gay co-pilot Robert A. Lewis's mushroom cloud sculpture
- Annotated bibliography for the Enola Gay from the Alsos Digital Library
- The Smithsonian's site on Enola Gay' includes links to crew lists and other details
- Eyewitnesses to Hiroshima, Time magazine, 1 August 2005
- "Inside the Enola Gay", Air & Space, 18 May 2010